# 广阳城
广阳城，位于北京市房山区拱辰街道南广阳城村及其周边，是汉代广阳县城，今存遗址。广阳城也是当地的地名。

## 简介
广阳城是北京地区尚存遗迹可考的汉代城市之一。对广阳城的城市规模、形制、布局及其所属的广阳国（广阳郡）的人口及建置沿革的考察，有助于了解汉代幽燕地区社会和政治、经济状况。《汉书》卷二十八下《地理志下》记载，宣帝时置广阳国，都蓟，辖四县：蓟、方城、广阳、阴乡。《水经注》卷十二《圣水》记载了广阳县城（“小广阳”）的位置。
1995年，“房山区广阳城遗址地下文物埋藏区”被公布为北京市第二批地下文物埋藏区，地点位于长阳乡广阳城村。东至小清河，西至长阳农场场部西围墙及其南北延长线，南至南广阳城村南黄良铁路，北至52922部队北围墙及向东延长线。情况说明中称：“七十年代，曾出土铁匠炉和锅灶以及大量铜箭头。近年在广阳城墙遗址东南角和西北角采集到大量红陶、绳纹灰陶片等东周至汉代遗物。”
2011年，“房山区南广阳城（二期）地下文物埋藏区”被公布为北京市第四批地下文物埋藏区，地点位于房山区长阳镇南广阳城，面积239.1公顷。东界为小清河西岸，东南至小石桥。南界为水碾屯村北现状沥青路，控制点以图示坐标为准。西界为梅花街、北方温泉会议中心围墙。北界为黄良铁路。情况说明中称：“2006年曾发现汉墓数座，出土陶井等遗物，为研究汉代广阳城的变迁提供了重要资料。”
2012年，南广阳城村的“南广阳城遗址”（时代为战国（东周）—汉）以及北广阳城村的“北广阳城遗址”（时代为战国（东周））被列为北京市房山区普查登记文物。2013年11月29日，北京市房山区文化委员会将其公示。
2006年，考古人员在后来的房山区窦店镇聚豪苑四期工程工地勘测到汉代古墓群。2011年，为配合该工程建设，北京市文物研究所的考古人员通过近两个月的发掘，发掘总面积1200平方米，共清理出汉代墓葬31座。
广阳城是其所在地周边地名。南广阳城村、北广阳城村均因其得名。北京地铁房山线广阳城站位于南广阳城村，也因广阳城而得名，该站位于1995年划定的“房山区广阳城遗址地下文物埋藏区”的中心位置。

## 延伸阅读
- 北京市文物研究所编著，窦店与长阳，科学出版社，2013年